# Rzhyshchiv
Rzhyshchiv (em ucraniano:  Ржищів) é uma cidade da Ucrânia, situada no Oblast de Kiev. Tem 35,6 km² de área e sua população em 2020 foi estimada em 7.323 habitantes.
Em 1976, a denominação Rzhyshchiv da Igreja Ortodoxa Ucraniana foi formada. Em 2020, incluía :

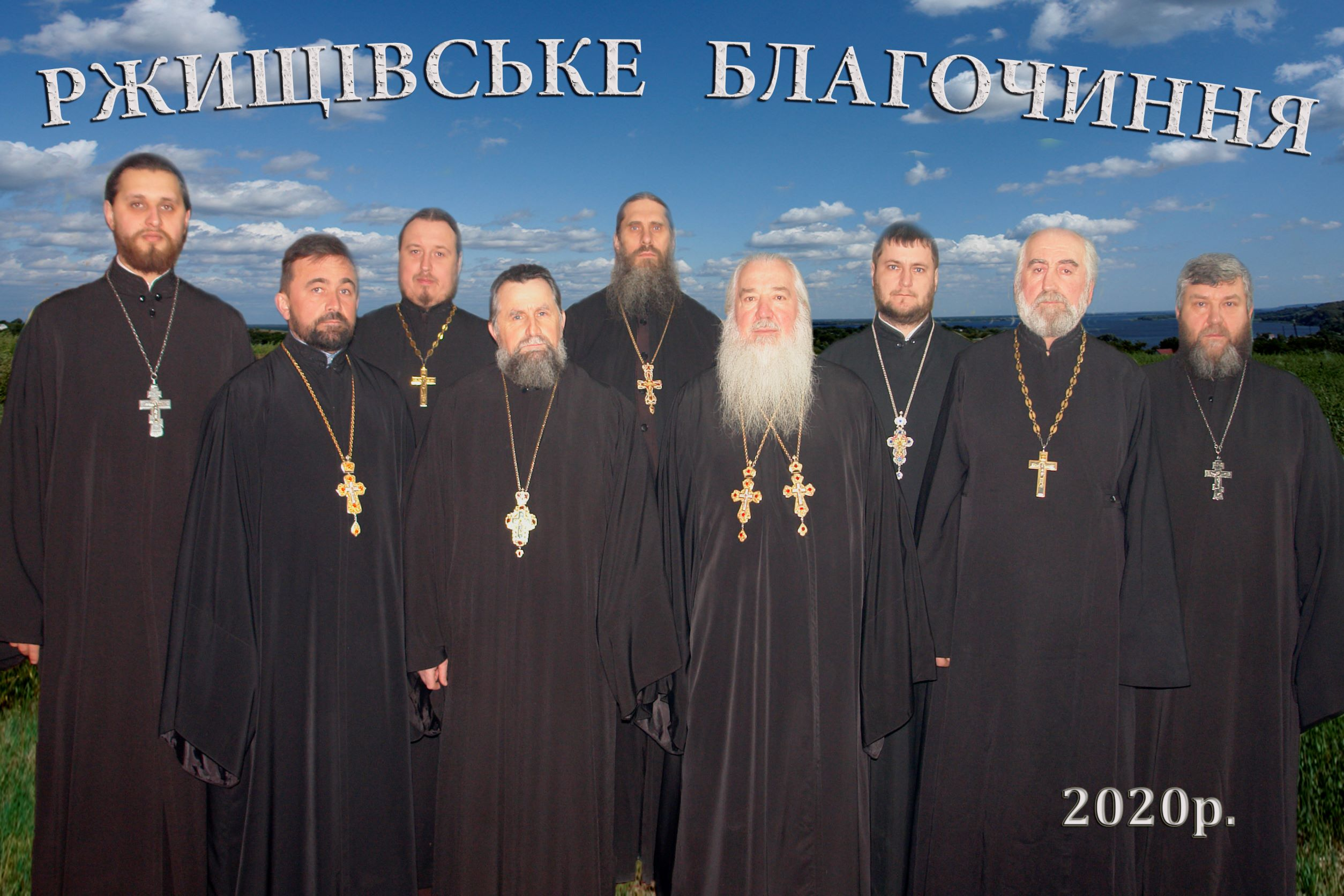
Rzhyshchiv da Igreja Ortodoxa Ucraniana 2020

Arcipreste Michael Afonin, Arcipreste Mikhail Glushak, Arquimandrita Tikhon (Garasyuk), Arcipreste Timofiy Laganovich, Arcipreste Roman Melnik, Arcipreste Vitaly Shevchenko, Arcipreste Rostislav Marenich, padre Georgiy Gichka, padre Gennadiy Zmyevsky 